# Chemnitzer Fußballclub 1996-1997
Questa voce raccoglie le informazioni riguardanti il Chemnitzer Fußballclub nelle competizioni ufficiali della stagione 1996-1997.

## Stagione
Nella stagione 1996-1997 il Chemnitz, allenato da Christoph Franke, concluse il campionato di Regionalliga nordest al 4º posto. In Coppa di Germania il Chemnitz fu eliminato al primo turno dal Waldhof Mannheim.

## Rosa
| N. |                                 | Ruolo | Calciatore         |
| -- | ------------------------------- | ----- | ------------------ |
| 3  | Germania (bandiera)             | D     | Thomas Laudeley    |
| 6  | Germania (bandiera)             | C     | Alexander Tetzner  |
| 8  | Germania (bandiera)             | A     | Mirko Ullmann      |
| 10 | Germania (bandiera)             | C     | Kay-Uwe Jendrossek |
| 13 | Germania (bandiera)             | C     | Hendrik Liebers    |
| 19 | Germania (bandiera)             | D     | Marco Franke       |
|    | Germania (bandiera)             | P     | Ralf Kircheis      |
|    | Germania (bandiera)             | P     | Jens Schmidt       |
|    | Germania (bandiera)             | P     | Jörg Weißflog      |
|    | Germania (bandiera)             | D     | Torsten Bittermann |
|    | Bosnia ed Erzegovina (bandiera) | D     | Ivica Gvozden      |
|    | Germania (bandiera)             | D     | Ingo Hertzsch      |
|    | Russia (bandiera)               | D     | Wadim Larjuchin    |

| N. |                                 | Ruolo | Calciatore        |
| -- | ------------------------------- | ----- | ----------------- |
|    | Germania (bandiera)             | C     | Michael Ballack   |
|    | Germania (bandiera)             | C     | Gregor Berger     |
|    | Rep. Ceca (bandiera)            | C     | Richard Culek     |
|    | Germania (bandiera)             | C     | Matthias Großmann |
|    | Germania (bandiera)             | C     | Sven Köhler       |
|    | Germania (bandiera)             | C     | André Krasselt    |
|    | Germania (bandiera)             | C     | Mario Neuhäuser   |
|    | Germania (bandiera)             | C     | Lutz Wienhold     |
|    | Croazia (bandiera)              | A     | Ilija Aračić      |
|    | Germania (bandiera)             | A     | Thomas Leonhardt  |
|    | Bosnia ed Erzegovina (bandiera) | A     | Amir Osmanović    |
|    | Germania (bandiera)             | A     | David Wagner      |

## Organigramma societario
Area tecnica
- Allenatore: Christoph Franke
- Allenatore in seconda:
- Preparatore dei portieri:
- Preparatori atletici:
- Analisi video:

## Calciomercato

### Sessione estiva
| Acquisti | Acquisti           | Acquisti         | Acquisti |
| R.       | Nome               | da               | Modalità |
| -------- | ------------------ | ---------------- | -------- |
| C        | Kay-Uwe Jendrossek | Sachsen Lipsia   |          |
| P        | Ralf Kircheis      | Zwickau          |          |
| C        | Sven Köhler        | Erzgebirge Aue   |          |
| A        | Thomas Leonhardt   | Zwickau          |          |
| A        | Amir Osmanović     | Radnički Lukavac |          |
| A        | Mirko Ullmann      | Erzgebirge Aue   |          |

| Cessioni | Cessioni         | Cessioni          | Cessioni |
| R.       | Nome             | a                 | Modalità |
| -------- | ---------------- | ----------------- | -------- |
| D        | Steffen Dünger   | Plauen            |          |
| A        | Henri Fuchs      | Lokomotive Lipsia |          |
| C        | Heiko Gerber     | Arminia Bielefeld |          |
| A        | Torsten Gütschow | Dinamo Dresda     |          |
| C        | René Hecker      | Zwickau           |          |
| P        | Alexander Kunze  | Plauen            |          |
| C        | Silvio Meißner   | Arminia Bielefeld |          |
| D        | Jens Melzig      | Energie Cottbus   |          |
| C        | Goran Milanko    | Rot-Weiss Essen   |          |
| D        | Andrej Panadić   | Uerdingen 05      |          |
| C        | Olaf Renn        | Fortuna Colonia   |          |
| A        | Steven Zweigler  | Erzgebirge Aue    |          |

### Sessione invernale
| Acquisti | Acquisti | Acquisti | Acquisti |
| R.       | Nome     | da       | Modalità |
| -------- | -------- | -------- | -------- |

| Cessioni | Cessioni  | Cessioni  | Cessioni |
| R.       | Nome      | a         | Modalità |
| -------- | --------- | --------- | -------- |
| C        | Jens Wahl | San Gallo |          |

## Risultati

### Regionalliga

#### Girone di andata
| Arbitro: | Sather |

|                |           |  |
| Romanowsky 88’ | Marcatori |  |

| Arbitro: | Weber |

|                                                          |           |  |
| Bittermann 17’ Ballack 33’ Osmanović 57’ Aračić 58’, 81’ | Marcatori |  |

| Arbitro: | Blumenstein |

|                                                |           |  |
| Jendrossek 13’ Wahl 19’ Ballack 68’ Aračić 76’ | Marcatori |  |

| Arbitro: | Fröhlich |

|                            |           |            |
| Baum 47’, 62’ Gütschow 65’ | Marcatori | 39’ Aračić |

| Arbitro: | Robel |

|                                                         |           |  |
| Wahl 17’ (rig.) Aračić 25’, 57’, 88’ Osmanović 29’, 81’ | Marcatori |  |

| Arbitro: | Toschek |

|                                      |           |                                     |
| Bärwolf 8’ Weißhaupt 65’, 87’ (rig.) | Marcatori | 2’ Wahl 5’ Osmanović 43’ Bittermann |

| Arbitro: | Backhaus |

|                             |           |  |
| Aračić 13’ Bartz 72’ (aut.) | Marcatori |  |

| Arbitro: | Wendorf |

|              |           |                |
| Muschiol 29’ | Marcatori | 26’ Bittermann |

| Arbitro: | Sax |

|                                         |           |  |
| Osmanović 6’ Köhler 55’ Aračić 74’, 76’ | Marcatori |  |

| Arbitro: | Spickenagel |

|                |           |                       |
| Adler 24’, 37’ | Marcatori | 32’ Laudeley 83’ Wahl |

| Arbitro: | Kruse |

|                                  |           |  |
| Aračić 16’, 32’ Ullmann 45’, 53’ | Marcatori |  |

| Arbitro: | Voigt |

|             |           |  |
| Persich 84’ | Marcatori |  |

| Arbitro: | Heynemann |

|                 |           |                                   |
| Wahl 31’ (rig.) | Marcatori | 8’ Melzig 32’ Konetzke 39’ Benken |

| Arbitro: | Bley |

|  |           |                |
|  | Marcatori | 23’ Bittermann |

| Arbitro: | Scheibel |

|                                       |           |  |
| Ullmann 46’ Ballack 59’ Osmanović 85’ | Marcatori |  |

| Arbitro: | Backhaus |

|  |           |                 |
|  | Marcatori | 79’ (rig.) Wahl |

| Arbitro: | Bley |

|             |           |  |
| Ballack 30’ | Marcatori |  |

#### Girone di ritorno
| Arbitro: | Bley |

|                          |           |                              |
| Aračić 50’ Neuhäuser 86’ | Marcatori | 25’ Sadlo 33’ (aut.) Ullmann |

| Arbitro: | Brügmann |

|  |           |                        |
|  | Marcatori | 15’ Ballack 88’ Aračić |

| Arbitro: | Müller |

|  |           |             |
|  | Marcatori | 37’ Tetzner |

| Arbitro: | Augar |

|            |           |  |
| Aračić 54’ | Marcatori |  |

| Arbitro: | Kruse |

|             |           |             |
| Kremser 75’ | Marcatori | 54’ Ballack |

| Arbitro: | Toschek |

|                          |           |  |
| Osmanović 24’ Aračić 34’ | Marcatori |  |

| Arbitro: | Sax |

|            |           |            |
| Schade 65’ | Marcatori | 23’ Köhler |

| Arbitro: | Robel |

|                |           |  |
| Jendrossek 15’ | Marcatori |  |

| Arbitro: | Binkowski |

|  |           |                         |
|  | Marcatori | 15’ Ballack 19’ Gvozden |

| Arbitro: | Weise |

|  |           |                        |
|  | Marcatori | 23’, 31’ Isa 37’ Block |

| Arbitro: | Kiefer |

|               |           |                                          |
| Wüstemann 84’ | Marcatori | 18’, 54’ Ballack 70’ Laudeley 76’ Aračić |

| Arbitro: | Voigt |

|                        |           |          |
| Aračić 20’ Ullmann 69’ | Marcatori | 37’ Boer |

| Arbitro: | Toschek |

|               |           |  |
| Schneider 90’ | Marcatori |  |

| Chemnitz 4 maggio 1997, ore 14:00 CEST 31ª giornata | Chemnitz | 0 – 0 referto | Plauen | Stadion an der Gellertstraße (3 400 spett.)\| Arbitro: \| Sather \| |
| Arbitro:                                            | Sather   |               |        |                                                                     |

| Arbitro: | Scheibel |

|               |           |  |
| Schneider 15’ | Marcatori |  |

| Arbitro: | Keßler |

|                          |           |  |
| Krasselt 20’ Ballack 58’ | Marcatori |  |

| Arbitro: | Binkowski |

|                     |           |  |
| Shubitidze 58’, 83’ | Marcatori |  |

### Coppa di Germania
| Arbitro: | Weise |

|  |           |                |
|  | Marcatori | 67’ Kobylański |

## Statistiche

### Statistiche di squadra
| Competizione         | Punti | In casa | In casa | In casa | In casa | In casa | In casa | In trasferta | In trasferta | In trasferta | In trasferta | In trasferta | In trasferta | Totale | Totale | Totale | Totale | Totale | Totale | DR  |
| Competizione         | Punti | G       | V       | N       | P       | Gf      | Gs      | G            | V            | N            | P            | Gf           | Gs           | G      | V      | N      | P      | Gf     | Gs     | DR  |
| -------------------- | ----- | ------- | ------- | ------- | ------- | ------- | ------- | ------------ | ------------ | ------------ | ------------ | ------------ | ------------ | ------ | ------ | ------ | ------ | ------ | ------ | --- |
| Regionalliga nordest | 64    | 17      | 13      | 2       | 2       | 40      | 9       | 17           | 6            | 5            | 6            | 20           | 18           | 34     | 19     | 7      | 8      | 60     | 27     | +33 |
| Coppa di Germania    | -     | 1       | 0       | 0       | 1       | 0       | 1       | 0            | 0            | 0            | 0            | 0            | 0            | 1      | 0      | 0      | 1      | 0      | 1      | -1  |
| Totale               | 64    | 18      | 13      | 2       | 3       | 40      | 10      | 17           | 6            | 5            | 6            | 20           | 18           | 35     | 19     | 7      | 9      | 60     | 28     | +32 |

### Andamento in campionato
| Giornata  | 1  | 2 | 3 | 4 | 5 | 6 | 7 | 8 | 9 | 10 | 11 | 12 | 13 | 14 | 15 | 16 | 17 | 18 | 19 | 20 | 21 | 22 | 23 | 24 | 25 | 26 | 27 | 28 | 29 | 30 | 31 | 32 | 33 | 34 |
| --------- | -- | - | - | - | - | - | - | - | - | -- | -- | -- | -- | -- | -- | -- | -- | -- | -- | -- | -- | -- | -- | -- | -- | -- | -- | -- | -- | -- | -- | -- | -- | -- |
| Luogo     | T  | C | C | T | C | T | C | T | C | T  | C  | T  | C  | T  | C  | T  | C  | C  | T  | T  | C  | T  | C  | T  | C  | T  | C  | T  | C  | T  | C  | T  | C  | T  |
| Risultato | P  | V | V | P | V | N | V | N | V | N  | V  | P  | P  | V  | V  | V  | V  | N  | V  | V  | V  | N  | V  | N  | V  | V  | P  | V  | V  | P  | N  | P  | V  | P  |
| Posizione | 15 | 8 | 5 | 8 | 5 | 6 | 5 | 5 | 4 | 6  | 5  | 6  | 8  | 5  | 5  | 4  | 4  | 4  | 4  | 3  | 3  | 4  | 2  | 3  | 3  | 2  | 4  | 3  | 3  | 3  | 3  | 4  | 4  | 4  |

Legenda:

Luogo: C = Casa; T = Trasferta. Risultato: V = Vittoria; N = Pareggio; P = Sconfitta.

### Statistiche dei giocatori
| Giocatore     | Regionalliga | Regionalliga | Regionalliga | Regionalliga | Coppa di Germania | Coppa di Germania | Coppa di Germania | Coppa di Germania | Totale   | Totale | Totale      | Totale     |
| Giocatore     | Presenze     | Reti         | Ammonizioni  | Espulsioni   | Presenze          | Reti              | Ammonizioni       | Espulsioni        | Presenze | Reti   | Ammonizioni | Espulsioni |
| ------------- | ------------ | ------------ | ------------ | ------------ | ----------------- | ----------------- | ----------------- | ----------------- | -------- | ------ | ----------- | ---------- |
| I. Aračić     | 33           | 18           | 4            | 1            | 1                 | 0                 | 0                 | 0                 | 34       | 18     | 4           | 1          |
| M. Ballack    | 34           | 10           | 7            | 0            | 1                 | 0                 | 1                 | 0                 | 35       | 10     | 8           | 0          |
| G. Berger     | 6            | 0            | 0            | 0            | 0                 | 0                 | 0                 | 0                 | 6        | 0      | 0           | 0          |
| T. Bittermann | 19           | 4            | 3            | 0            | 1                 | 0                 | 0                 | 0                 | 20       | 4      | 3           | 0          |
| R. Culek      | 15           | 0            | 0            | 0            | 0                 | 0                 | 0                 | 0                 | 15       | 0      | 0           | 0          |
| M. Franke     | 0            | 0            | 0            | 0            | 0                 | 0                 | 0                 | 0                 | 0        | 0      | 0           | 0          |
| M. Großmann   | 20           | 0            | 1            | 0            | 0                 | 0                 | 0                 | 0                 | 20       | 0      | 1           | 0          |
| I. Gvozden    | 17           | 1            | 6            | 0            | 0                 | 0                 | 0                 | 0                 | 17       | 1      | 6           | 0          |
| I. Hertzsch   | 33           | 0            | 4            | 1            | 1                 | 0                 | 0                 | 0                 | 34       | 0      | 4           | 1          |
| K. Jendrossek | 30           | 2            | 7            | 0            | 1                 | 0                 | 0                 | 0                 | 31       | 2      | 7           | 0          |
| R. Kircheis   | 0            | 0            | 0            | 0            | 0                 | 0                 | 0                 | 0                 | 0        | 0      | 0           | 0          |
| A. Krasselt   | 3            | 1            | 1            | 0            | 0                 | 0                 | 0                 | 0                 | 3        | 1      | 1           | 0          |
| S. Köhler     | 32           | 2            | 4            | 0            | 1                 | 0                 | 0                 | 0                 | 33       | 2      | 4           | 0          |
| W. Larjuchin  | 8            | 0            | 0            | 0            | 0                 | 0                 | 0                 | 0                 | 8        | 0      | 0           | 0          |
| T. Laudeley   | 32           | 2            | 5            | 0            | 1                 | 0                 | 0                 | 0                 | 33       | 2      | 5           | 0          |
| T. Leonhardt  | 3            | 0            | 0            | 0            | 0                 | 0                 | 0                 | 0                 | 3        | 0      | 0           | 0          |
| H. Liebers    | 0            | 0            | 0            | 0            | 0                 | 0                 | 0                 | 0                 | 0        | 0      | 0           | 0          |
| M. Neuhäuser  | 6            | 1            | 0            | 0            | 1                 | 0                 | 0                 | 0                 | 7        | 1      | 0           | 0          |
| A. Osmanović  | 29           | 7            | 4            | 0            | 1                 | 0                 | 0                 | 0                 | 30       | 7      | 4           | 0          |
| J. Schmidt    | 0            | 0            | 0            | 0            | 0                 | 0                 | 0                 | 0                 | 0        | 0      | 0           | 0          |
| A. Tetzner    | 27           | 1            | 2            | 0            | 0                 | 0                 | 0                 | 0                 | 27       | 1      | 2           | 0          |
| M. Ullmann    | 28           | 4            | 4            | 0            | 1                 | 0                 | 0                 | 0                 | 29       | 4      | 4           | 0          |
| D. Wagner     | 1            | 0            | 0            | 0            | 0                 | 0                 | 0                 | 0                 | 1        | 0      | 0           | 0          |
| J. Wahl       | 17           | 6            | 1            | 0            | 1                 | 0                 | 0                 | 0                 | 18       | 6      | 1           | 0          |
| J. Weißflog   | 34           | 0            | 0            | 0            | 1                 | 0                 | 0                 | 0                 | 35       | 0      | 0           | 0          |
| L. Wienhold   | 23           | 0            | 5            | 0            | 0                 | 0                 | 0                 | 0                 | 23       | 0      | 5           | 0          |